# Reykon
Andrés Felipe Robledo Londoño (Envigado, 12 de diciembre de 1986), conocido artísticamente como Reykon «El Líder», es un cantante colombiano de reguetón. Ha sido ganador de los Premios Nuestra Tierra, nominado a los Premios Shock, Premios Juventud y premios Mi Gente.

## Biografía
Reykon nació el 12 de diciembre de 1986 en Envigado, Antioquia. Sus primeros pasos en la música se dieron de la mano de sus compañeros, Musik Man y TaTallillo, al que llamaron R.T.M. el cual no logró los resultados pensados y con el tiempo se disolvió, debido a que TaTallillo decidió dejar el grupo poco antes de esto.

### 2006-2007: Inicios musicales
En 2006, Reykon y Musik Man deciden formar un dúo musical y Robledo decide adoptar el nombre Mike Cortez y de esta manera, empezaron a lanzar sus primeras canciones como Mike & Musik (Mike Cortez & Musik Man), canciones como «Bandida», «Volver a verte» y «Deseandonos» fueron las que ayudaron al dúo a posicionarse dentro del ámbito musical.[cita requerida] Durante 2007, el dúo decide cambiar su antiguo nombre por simplemente Reykon & Musik Man. Participaron en el álbum 8MM donde varios artistas como J Balvin, Ñengo Flow, Jowell & Randy o Mackie participaron con respectivos temas, el dúo participaría con el tema «Chica sexy», poco tiempo después el dúo lanzarían otros temas como «Adicción», el cual tuvo video musical.

### 2008-2009: Carrera como solista
En 2008, Reykon dice optar por una carrera musical como solista y se une a una organización de cantantes colombianos de reguetón llamados Universidad De La Calle, donde estaban artistas como J Balvin, Golpe A Golpe, Yelsid, entre otros. En 2009, lanzó las canciones «Señorita» y «Se aloca» junto a J Balvin, que ayudaron a posicionarse como unos de los artistas más destacables de su país natal y los cuales ayudaron al exponente a ganar reconocimiento en los países latinoamericanos.

### 2010-2016: Primeras giras musicales
En 2010, lanzó su primer álbum recopilatorio titulado El líder 1, dos años después lanzaría la segunda edición del álbum titulado El líder 2. Ese año se convirtió en el primer artista colombiano en grabar junto a Daddy Yankee en la nueva versión de su canción «Señorita». Sin embargo, se generaría polémicas por una demanda de plagio por parte del productor Big Yamo y su mánager, al no ser reconocido en los créditos como productores del beat de su álbum BigBang Riddim.
En julio del 2013, se convirtió en el primer artista urbano de Colombia en hacer gira en Australia. Ese mismo año, lanzó el sencillo «Mi noche», seguido de «Secretos» lanzado en 2014,[cita requerida] tema que alcanzó e número 1 en el canal de vídeos HTV.[cita requerida]
El 22 de enero de 2015, firma con la discográfica Warner Music Latina. En enero de ese año, lanza al mercado el tema «Imaginándote» junto a Daddy Yankee, que alcanzó posicionarse en las listas Latin Songs de Billboard y Monitor Latino en Colombia. El 30 de mayo, publicó un tema junto a Bebe Rexha «All The Way» el cual fue la canción seleccionada para ser el tema oficial de la Copa de Oro de la Concacaf 2015. La canción del artista colombiano fue anunciada el jueves como el tema de la cadena para el campeonato que se celebrará en Estados Unidos y Canadá del 7 al 26 de julio, también sería seleccionado por Univision Deportes para interpretar el tema oficial de la cobertura de dicho torneo.[cita requerida]
El 16 de julio de 2015, se presentó en los Premios Juventud, donde quedó como finalista de los Tres Mejores Masculinos Vestidos.[cita requerida] Fue seleccionado como uno de los nuevos jurados en el reality-show Factor XF 2015, que se emitió por el Canal RCN.
El artista urbano colombiano fue el invitado especial del presidente Teodoro Nguema Obiang Mangue, más conocido como Teodorín, hijo del presidente de Guinea Ecuatorial y, según medios internacionales, prospecto de dictador en África y el primer artista en presentarse en el único país en África de habla hispana. Se presentó en una fiesta privada del gobierno de Malabo (Guinea Ecuatorial). Cuando Teodorín  estrechó la mano con Reykon lo primero que le dijo fue: 'Me sé todas sus canciones, soy un fan suyo, me complace tenerlo en mi país'".

### 2017-presente:El líder
En 2017, su sencillo «Déjame te explico» consiguió el disco de platino en Colombia. El 4 de mayo de 2018 lanzó su tercer álbum recopilatorio titulado El líder, el cual contó con la participación de Luigi 21 Plus, Daddy Yankee y Nicky Jam.

## Discografía
Álbumes recopilatorios
- 2010: El líder 1
- 2012: El líder 2
- 2018: El líder 3
- 2023: 12-12

## Filmografía
| Año  | Título                                 | Rol     | Resultado      |
| ---- | -------------------------------------- | ------- | -------------- |
| 2015 | Factor XF                              | Jurado  | Jurado Ganador |
| 2020 | Loco por Vos                           | Reparto | -              |
| 2022 | Escándalo Secreto, en plena cuarentena | Reparto |                |

## Premios y nominaciones

### Premios Nuestra Tierra[26]
| Año  | Categoría                                                 | Resultado |
| ---- | --------------------------------------------------------- | --------- |
| 2010 | Mejor Nuevo Artista                                       | Nominado  |
| 2010 | Interpretación urbana del año por Se aloca (ft. J Balvin) | Nominado  |
| 2011 | Canción del año por "La Santa"                            | Nominado  |
| 2011 | Artista urbano del año                                    | Nominado  |
| 2011 | Artista del público                                       | Nominado  |
| 2011 | Canción urbana del año por "La Santa"                     | Nominado  |
| 2011 | Video del año por "La Santa"                              | Nominada  |
| 2011 | Canción del público por "La Santa"                        | Nominado  |
| 2011 | Tuitero del año                                           | Nominado  |
| 2012 | Artista urbano del año                                    | Nominado  |
| 2012 | Artista del público                                       | Nominado  |
| 2012 | Canción urbana del año por "Sin miedo"                    | Ganador   |
| 2012 | Canción del público por "Sin miedo"                       | Nominado  |
| 2013 | Artista urbano del año                                    | Nominado  |
| 2013 | Artista del público                                       | Nominado  |
| 2013 | Canción urbana del año por "Señorita" (ft. Daddy Yankee)  | Nominado  |
| 2014 | Artista Urbano del año                                    | Nominado  |